# Otras Alas
Otras Alas é o EP de estreia da cantora e compositora espanhola Natalia Lacunza. Lançado em 21 de junho de 2019, o EP é composto por sete músicas, das quais seis são de sua inteira criação. O EP conseguiu permanecer por três semanas como o álbum mais vendido de toda a Espanha, alcançando o certificado oficial de disco de ouro. Diante desse sucesso, Natalia comentou que essa grande recepção não era realmente esperada, mas agradeceu a todos pelo apoio: “Bem, acho que não. Na verdade, eu não esperava nada do que aconteceu comigo nos últimos meses, tudo é uma surpresa constante. Eu esperava que houvesse disparidade de opiniões, mas não esperava tanto apoio. Foi incrível”.
Atualmente, seu single de estreia "nana triste" (sétima canção do EP) conquistou o certificado de platina e alcançou mais de 33 milhões de reproduções no Spotify. O vídeo clipe da canção agora adiciona mais de 21 milhões de visualizações no YouTube.

## Lista de faixas
1. Nada
2. Tarántula
3. Gata Negra
4. Otras Alas
5. No te veo
6. Olivia
7. Nana Triste